# L'angelo bianco (film 1931)
L'angelo bianco (Night Nurse) è un film del 1931 diretto da William A. Wellman.

## Trama
Lora Hart, infermiera tirocinante, assunta per badare a due bambine malate di una ricca famiglia scopre un complotto per eliminarle. Grazie all'aiuto di un contrabbandiere innamorato di lei riesce a sventarlo.

## Produzione
Il film fu prodotto dalla Warner Bros. (come Warner Bros. Pictures, Inc.) e dalla Vitaphone Corporation. Venne girato a Los Angeles e nei Warner Brothers Burbank Studios, al 4000 di Warner Boulevard, a Burbank.
Per la scena in cui la protagonista compare in lingerie veniva considerato scandaloso. Compare anche Clark Gable senza i suoi famosi baffi in un ruolo negativo.

## Distribuzione
Distribuito dalla Warner Bros., il film uscì nelle sale cinematografiche USA l'8 agosto 1931 dopo essere stato presentato in prima a New York il 16 luglio 1931.